# Брава (муніципалітет)
Брава (порт. Brava) — один з 22 муніципалітетів Кабо-Верде. Розташований на острові Brava.
Населення становить 5 698 осіб (2015). Площа муніципалітету — 62,5.

## Адміністративний поділ
До муніципалітету належить одна парафія (фрегезія): Сан-Жоао-Баптіста, Носса-Сеньйора-до-Монте.

## Населення
Згідно із переписом населення 2010 року населення муніципалітету становило 5 995 осіб. За оцінкою 2015 року — 5 698.